# Bakarac
Bakarac est une localité de Croatie située dans la municipalité de Kraljevica, dans le comitat de Primorje-Gorski Kotar. En 2001, la localité comptait 307 habitants.

## Démographie
| 1948 | 1953 | 1961 | 1971 | 1981 | 1991 | 2001 |
| ---- | ---- | ---- | ---- | ---- | ---- | ---- |
| 320  | 296  | 301  | 274  | 260  | 274  | 307  |